# My Life (альбом Кристины Орбакайте)
My Life (с англ. — «Моя жизнь») — седьмой студийный альбом российской певицы Кристины Орбакайте, выпущенный 25 октября 2005 года на лейбле «Монолит».
Также был выпущен концертный видеоальбом My Life, в основу которого были положены концерты, состоявшиеся 21-23 октября 2005 года в ГКЦЗ «Россия».

## Отзывы критиков
Алексей Мажаев из InterMedia отметил, что в музыкальном плане альбом имеет чуть меньше стильной респектабельности прошлого диска «Перелётная птица», но это все равно очень достойная для поп-жанра работа. Также он написал, что альбом звучит вполне разнообразно, а но и провальных песен практически нет — в худшем случае некоторые из них можно назвать проходными. Белыми воронами — в положительном смысле — рецензент назвал треки «Только ты», «Байки» и «Помни, не забывай» Андрея Мисина, назвав их интеллектуальной поп-музыкой, а вот композицию «Тучи в голубом» Александра Журбина он нашёл неподходящей для альбома.

## Список композиций
| №   | Название               | Текст песни                     | Музыка             | Длительность |
| --- | ---------------------- | ------------------------------- | ------------------ | ------------ |
| 1.  | «Всё сначала»          | Лариса Рубальская               | Александр Ружицкий | 3:15         |
| 2.  | «Ты ненормальный»      | Мария Гончарова                 | Олег Воляндо       | 3:50         |
| 3.  | «Где любовь, там беда» | Ольга Куланина                  | Лев Лидер          | 3:51         |
| 4.  | «Байки»                | Хлоя Орса                       | Андрей Мисин       | 2:36         |
| 5.  | «Помни, не забывай»    | Сергей Патрушев                 | Андрей Мисин       | 3:51         |
| 6.  | «H2O»                  | Ольга Шамис                     | Сергей Сорокин     | 4:15         |
| 7.  | «День рождения»        | Ольга Шамис                     | Сергей Сорокин     | 4:19         |
| 8.  | «Половинка»            | Татьяна Залужная                | Татьяна Залужная   | 3:17         |
| 9.  | «My Life»              | Ольга Шамис                     | Сергей Сорокин     | 3:36         |
| 10. | «Это просто сон»       | Валерия Гуреева                 | Игорь Крутой       | 3:46         |
| 11. | «Только ты»            | Карен Кавалерян                 | Андрей Мисин       | 3:39         |
| 12. | «Каждый день с тобой»  | Симон Осиашвили                 | Игорь Крутой       | 2:46         |
| 13. | «Тучи в голубом»       | Василий Аксёнов, Петр Синявский | Александр Журбин   | 3:11         |